# Sarnaki
Sarnaki is een dorp in het Poolse woiwodschap Mazovië, in het district Łosicki. De plaats maakt deel uit van de gemeente Sarnaki en telt 1194 inwoners.

## Verkeer en vervoer
- Station Sarnaki